# Lokarri
Pour plus de détails, voir Fiche technique et Distribution.
Lokarri est un film français réalisé par Jean-Pierre Grasset, sorti en 2003.

## Fiche technique
- Titre : Lokarri
- Réalisation : Jean-Pierre Grasset
- Scénario : Jean-Pierre Grasset
- Photographie : Lubomir Bakchev
- Son : Lionel Garbarini et Paxkal Indo
- Montage : Iriart Bixente et Jean-Pierre Grasset
- Production : Atlan Films
- Pays d'origine :  France
- Durée : 90 minutes
- Date de sortie :
  - France : 15 septembre 2003

## Distribution
- Stéphane Rideau : Imanol
- Nicolas Abraham : Pascal
- Éléonore Gosset : Viviane
- Philippe Darricau : Patxi
- Henri Daguerre : Ximista
- Txomin Larronde : Xabi
- Jaione Rubio : Idoia